# Balogh Mónika
Balogh Mónika (Mátészalka, 1974. november 17. −) roma származású magyar festő, üvegfestő és ólomüvegező.

## Életútja, munkássága
Tizennégy éves koráig Nagyecseden nevelkedett vallásos családban, tehetsége volt a rajzoláshoz és a festéshez, témaválasztását meghatározta a biblia, főleg bibliai témákat fest, ehhez a festéket Balogh Mónika bátyja révén Zsigó Jenő küldte neki. 14 éves korában bátyja Budapestre vitte, s ott középiskolai tanulmányokat folytatott, a ferencvárosi Leövey Klára Gimnáziumban érettségizett. Érettségi után a Pannónia Filmstúdióban egyéves rajzfilmrajzoló tanfolyamot végzett. 2000-ben a Független Média Központ képzési programjában vesz részt, majd a Magyar Távirati Iroda kulturális rovatánál gyakornok. Közben gyermekkora emlékeit dolgozza fel, gyerekszobákat fest és szabolcsi tájélményeit viszi vászonra, tehát véglegesen a festés felé orientálódik. 
2000-2002 közt elvégzi a Trívium Alapítványi Gimnázium és Felnőttképzési Intézmény üvegfestő és ólomüveg készítő tanfolyamát, s ma is ebben a szakmában dolgozik, saját vállalkozást alapított bemutatóteremmel Pestszentlőrincen, majd 2013-tól egy nagyobb műhelyt az Üllői úton. Most e műhelyben alkotja szebbnél szebb termékeit,  főleg katedrálisok, kastélyok, üzletek, kirakatok ólomüveg és üvegfestés dekorációját, tiffany lámpák, ajándék tárgyak készítését, mesefestést falakra, bútorokra stb. Átmenetileg a farostra, vászonra való festést felfüggesztette. Mind a táj-, mind a figurális ábrázolásban kiemelkedő, festői stílusában a népies szecesszió motívumait is alkalmazza.

## A 2009-es Cigány festészet című albumban megjelent festményei

### Biblia
- Mózes (olaj, farost, 50x70 cm, 1996)
- Jézus Ninivében prédikál (olaj, vászon, 102x160 cm, 1993)
- Áldást osztó Madonna (olaj, vászon, 102x160 cm, 2003)
- Imádkozó Mária (olaj, farost, 76x106 cm, 1995)
- Jézus a kútnál (olaj, farost, 70x100 cm, 1992)
- Szent Család (olaj, farost, 80x60 cm, 1996)

### Mindennapok
- Pipázó öreg (tus, grafit, farost, 40x60 cm, 1990)
- Vízhordó lány (olaj, farost, 80x120 cm, 1993)[1]